# Ann Sutherland Harris
Ann Sutherland Harris (1937 à Cambridge, Royaume-Uni - ) est une historienne de l'art britannique, spécialiste de l'art baroque.

## Biographie
Ann Sutherland naît en 1937 à Cambridge au Royaume-Uni. Elle est la fille de sir Gordon Sutherland (en) (1907-1980), un physicien écossais, et de Gunborg Wahlstrom (1910-2001), une artiste suédoise. Ann suit une formation au Courtauld Institute of Art à Londres, qu'elle complète en 1961. Elle obtient son PhD, de la même institution, en 1965 grâce à une thèse sur Andrea Sacchi. Elle épouse l'historien William V. Harris en 1965, puis rejoint l'université Columbia la même année.
En décembre 1976, elle présente, avec Linda Nochlin, au musée d'art du comté de Los Angeles l'exposition Women Artists: 1550-1950. En 1981, l'Eastern Michigan University lui décerne un doctorat honorifique en arts. En 1986, l'Atlanta College of Art lui décerne un doctorat honorifique en humanités.
En 2015, elle est professeur émérite en art baroque italien de l'université de Pittsburgh.

## Publications
- Andrea Sacchi: Complete Edition of the Paintings, Londres : Phaidon, 1977.  (ISBN 978-0714815275)
- Selected Drawings of Gian Lorenzo Bernini, New York: Dover, 1977.  (ISBN 978-0486235257)
- Seventeenth-Century Art and Architecture, 2e édition, Prentice Hall, 2008.  (ISBN 978-0136033721)
- (en collaboration avec Linda Nochlin) Women artists, 1550-1950, Random House, 1976.  (ISBN 978-0875870731)
- (en collaboration avec Susan Saward), The Golden Age of Marie de Medici, UMI Research Press, 1982.  (ISBN 978-0835713078)
- Cool Waves and Hot Blocks: The Art of Edna Andrade, Pennsylvania Academy of the Fine, 1993.  (ISBN 978-0943836171)